# Die Rückkehr des Unbegreiflichen
Die Rückkehr des Unbegreiflichen è l'album d'esordio del gruppo hard rock neonazi tedesco Die Lunikoff Verschwörung, pubblicato nel 2003.

## Tracce
1. Präludium in A - 0:11
2. Stuttgart-Stammheim-Blues - 1:41
3. Nr.1 in den Charts - 1:58
4. Was wird aus Deutschland ? - 2:20
5. Lynchlied - 2:24
6. Der letzte Ritter - 3:50
7. Vom Frühstück bis zum Abendbrot - 2:42
8. Eure Eltern sind Geschwister - 1:44
9. Bolle - 1:46
10. Die Jungs Fürs Grobe - 3:25
11. Über Leichen - 3:36
12. Audacia  (Instrumental) - 1:48
13. Fels in der Brandung - 4:55
14. Totsaufsong - 3:13
15. Zeit zu Gehn - 4:55
16. Bonuslied - 1:27

- Note: la traccia n° 16 non è elencata nel disco.

## Formazione
- Lunikoff - voce
- Nudisten-Nobbel - chitarra
- Winnetu Kowalski - basso
- Dr. Hannibal L. - batteria